# Eriogonum wrightii
Eriogonum wrightii är en slideväxtart som beskrevs av John Torrey och George Bentham. Eriogonum wrightii ingår i släktet Eriogonum och familjen slideväxter.

## Underarter
Arten delas in i följande underarter:
- E. w. brevifolium
- E. w. dentatum
- E. w. linearifolium
- E. w. membranaceum
- E. w. nodosum
- E. w. olanchense
- E. w. oresbium
- E. w. subscaposum
- E. w. trachygonum